# Nizier Anthelme Philippe

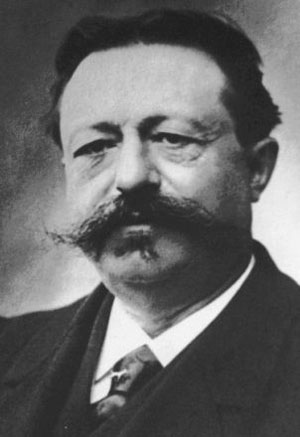
Nizier Anthelme Philippe

Nizier Anthelme Philippe, bekannt als Monsieur Philippe oder Maître Philippe (* 25. April 1849 in Loisieux, Königreich Sardinien; † 2. August 1905 in L’Arbresle, Département Rhône, Frankreich) war ein französischer Mystiker und Okkultist.

## Leben

### Karriere als Okkultist
Nizier Anthelme Philippe wurde 1849 in einem abgelegenen Weiler namens Le Rubathier in der Gemeinde Loisieux in Savoyen, das bis 1860 zum Königreich Sardinien gehörte, geboren. Seine Mutter Marie Vachot (1823–1899) und sein Vater Joseph Philippe (1819–1898) waren Bauern. Philippe absolvierte bei einem Onkel mütterlicherseits, einem Metzger in Lyon, eine Lehre und begann dann an der Universität dieser Stadt ein Medizinstudium. Es ist unklar, ob er die Hochschule freiwillig verließ oder ausgeschlossen wurde, jedenfalls erlangte er nie einen medizinischen Abschluss. Dies behinderte jedoch seine Karriere als Heiler keineswegs. Nach seiner eigenen Aussage verfügte er schon als Dreizehnjähriger über Heilkräfte. 
Nach seinem Abgang von der Universität widmete er sich intensiv dem Okkultismus, dem Hypnotismus und, wie in einigen Quellen behauptet wird, auch der Magie. 1877 heiratete er Jeanne Julie Landar, eine ehemalige Patientin und Tochter eines reichen Industriellen aus Lyon. Mit ihr hatte er eine Tochter und einen Sohn, der aber schon als Säugling starb. In den frühen 1880er Jahren errichtete Philippe ein eigenes Labor und begann Patienten aufzunehmen, die er mit unterschiedlichen Techniken und Substanzen behandelte, darunter von ihm selbst so genannten „psychischen Fluiden und astralen Kräften“. 1884 schickte er der Universität Cincinnati unter dem Pseudonym Philippe d'Arbresle eine französische Dissertation unter dem Titel Bei Schwangerschaft, Niederkunft und bei Säuglingen anzuwendendes Hygieneprinzip. Vor allem dank der Bemühungen eines Kollegen, des Arztes und Okkultisten Papus, der Philippe in den Martinismus einführte, verbreitete sich sein Ruf. In der Presse wurde er als „Cagliostro unseres Zeitalters“ hochgejubelt. Seine Selbstbeschreibung „Ich bin ein absolutes Nichts“ steigerte noch die Neugier seiner Zuhörerschaft.

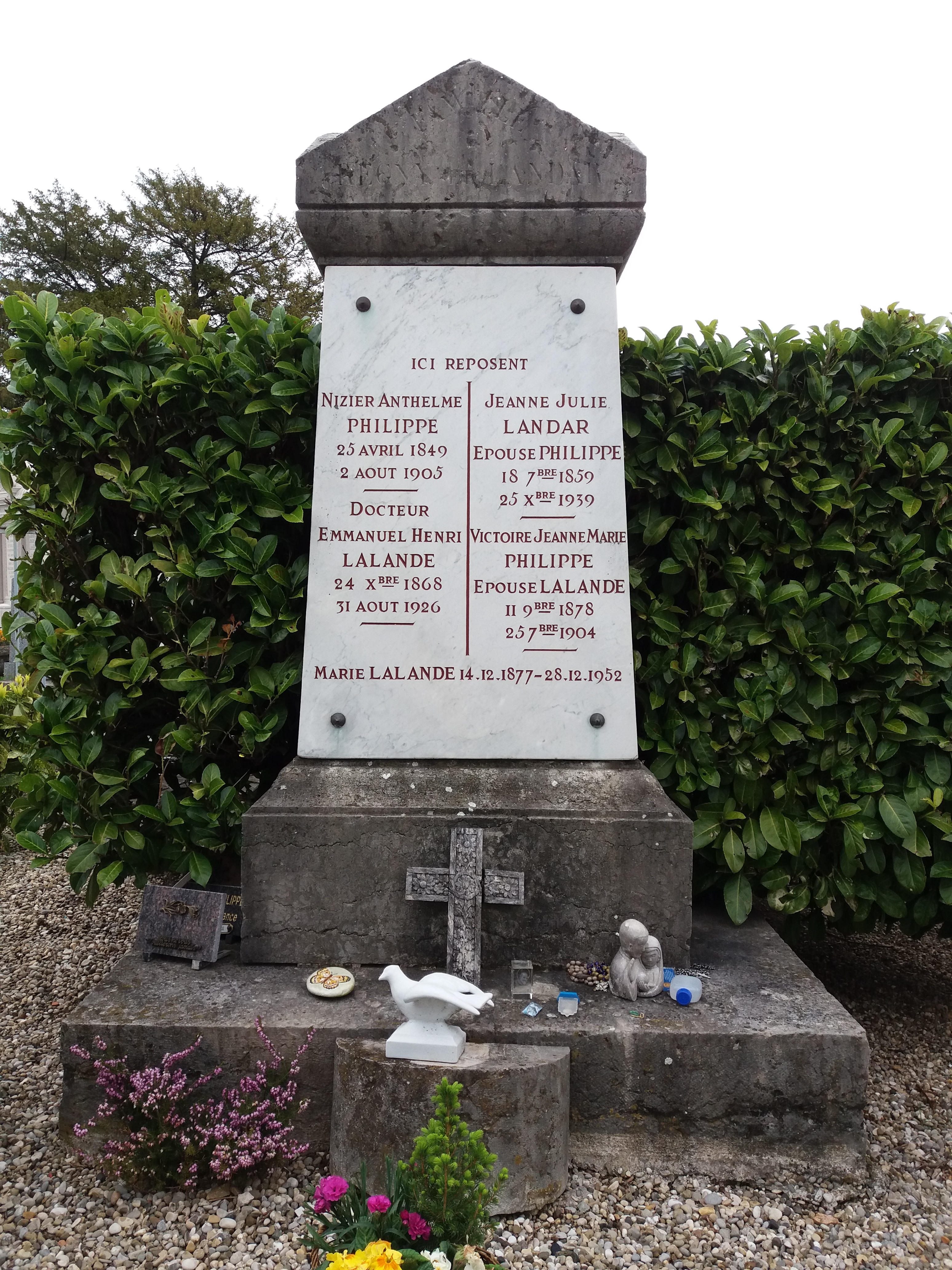
Familiengrab auf dem Friedhof Loyasse in Lyon

### Kontakte zum Zarenhof
Der russische Graf Murawjow-Amurski war bei einer Séance von Philippe in Paris anlässlich des Jahrestages der Enthauptung von Ludwig XVI. anwesend. Der Graf berichtete, wie der Meister den Geist des verstorbenen Königs beschwor, worauf vor den Augen des verblüfften Publikums ein blutüberströmter Kopf erschien, der unversehens wieder in der Dunkelheit entschwand.
Die Großfürstinnen Militza und Anastasia, beide dem Okkultismus sehr zugetan, hatten zu Beginn des Jahres 1900 Philippe kennengelernt und luden ihn nach Russland ein, wo er sich monatelang aufhielt und am 26. März 1901 Zar Nikolaus und seiner Gattin Alexandra vorgestellt wurde. Besonders Nikolaus fühlte sich zu dem mysteriösen Franzosen unmittelbar hingezogen und führte mit ihm stundenlange Gespräche. In kirchlichen Kreisen und unter führenden Monarchisten provozierte die Anwesenheit eines zweifelhaften Ausländers, der am Zarenhof weitreichenden Einfluss ausübte und der Zarin einen langersehnten Sohn versprach, bald einen Skandal. Nach Untersuchungen des Staatssicherheitsdienstes sah sich der Zar gezwungen, Philippe im Sommer 1903 zu entlassen. Unmittelbar darauf übernahm Rasputin seinen Platz als Wundertäter am Zarenhof.
Philippe kehrte nach Frankreich zurück. Einige Monate nach dem Tod seiner Tochter Victoire Jeanne Philippe (1878–1904) starb er am 2. August 1905 in L’Arbresle und wurde auf dem Friedhof Loyasse im 5. Arrondissement von Lyon begraben. Sein Lieblingsschüler Jean Chapas (1863–1932) übernahm 1903 die Nachfolge seines Labors in Lyon.